# Blekinge revir
Blekinge revir var ett skogsförvaltningsområde i Blekinge och Kristianstads län inom Södra överjägmästardistriktet.
Blekinge revir omfattade hela Blekinge län samt av Kristianstads län Örkeneds socken, den inom Glimåkra socken belägna delen av Vesslarps kronopark, samt kronoparken Skärsnäs i Vånga socken. Reviret, som var indelat i sex bevakningstrakter, omfattade 16 587 hektar allmänna skogar, varav nio kronoparker med en areal av 12 904 hektar (1920).